# Arenacross
Arena Cross é uma modalidade de motocross, como o supercross.
O Arena Cross existe há  11 anos e é disputado em 04 estados brasileiros (SP, RJ, SC e PR).  
Nas pistas disputas emocionantes empolgaram as arquibancadas sempre lotadas. As mudanças estruturais apresentadas foram muito satisfatórias com arquibancadas em forma formando uma arena, Paddocks sofisticados e luxuosos com telas de LCD e serviço de buffet de alta qualidade. Nas arquibancadas corporativas muita comodidade, beleza e a oportunidade de relacionamento com um grande numero de clientes.  
Nas arquibancadas gerais os patrocinadores puderam apresentar e divulgar seus a um grande público seleto e consumidor que se emocionou com uma bela produção de luzes, fogos, som, iluminação e uma equipe competente formada por 80 profissionais comandou com muita personalidade e responsabilidade todas as etapas do Arena Cross que reuniu mais de 80 pilotos de 12 estados brasileiros e um público apaixonado pelo motociclismo de 8.000 pessoas por etapa. 
pode ser feito em doidos  e vinhos verdes